# Böblingen
Böblingen er en by i den tyske delstat Baden-Württemberg i det sydvestlige Tyskland. Byen har et areal på
39,04 km² og har 46.419 indbyggere (2006).